# Crostini
Crostini – projekt kontenera do uruchamiania maszyny wirtualnej z systemem Linux firmy Google, przeznaczony głównie dla systemu Chrome OS. Powstał z inspiracji otwartego projektu Crouton, który różni się sposobem instalacji kontenera, ale działanie jest podobne.

## Historia
Pierwsze plany dodania kontenera Linux, umożliwiającego instalowanie oprogramowania typowego dla komputerów klasy PC, miało miejsce 23 stycznia 2018, mimo to Google oficjalnie dodał funkcję zwaną początkowo „Linux Beta” 2 sierpnia 2018 do Chrome OS 69 w wersji beta. Do chęci dodania takiego rozwiązania przyczynili się użytkownicy Chromebooków, którzy uciekali z innych środowisk systemowych, typu Windows lub MacOS.

## Założenia projektu
Z początku Google dodał obsługę kontenera głównie dla programistów tworzących oprogramowanie na Chromebooku. Miało to im pomóc w łatwej instalacji programów, z których mogli korzystać na komputerach PC lub Mac, np. narzędzia wiersza poleceń, edytory kodu i środowiska IDE. Google nie chciał też, aby ktokolwiek instalował pełne środowisko Linux z użyciem Crouton, gdyż naruszało to bezpieczeństwo systemu, choćby nie izolując jądra ani podobnych zasobów systemowych, co zostało poprawione w przypadku Crostini.

## Obsługiwane urządzenia[4]
| Producent  | Urządzenie |
| ---------- | --- |
| Acer       | Chromebook 11 (C732, C732T, C732L, C732LT) Chromebook 11 (CB311-8H, CB311-8HT) Chromebook 11 N7 (C731, C731T) Chromebook 13 (CB713-1W) Chromebook 14 (CB3-431) Chromebook 15 (CB3-532) Chromebook 15 (CB315-1H, CB315-1HT) Chromebook 15 (CB515-1H, CB515-1HT) Chromebook 514 Chromebook R11 (CB5-132T, C738T) Chromebook R13 (CB5-312T) Chromebook Spin 11 (CP311-H1, CP311-1HN) Chromebook Spin 11 (R751T) Chromebook Spin 13 (CP713-1WN) Chromebook Spin 15 (CP315) Chromebook Tab 10 Chromebox CXI3 |
| ASUS       | Chromebook C202SA Chromebook C223 Chromebook C300SA / C301SA Chromebook C423 Chromebook C523 Chromebook Flip C101PA Chromebook Flip C213 Chromebox 3 (CN65) |
| CTL        | Chromebook J41 / J41T Chromebook NL7 Chromebook NL7 / NL7T-360 / NL7TW-360 Chromebook NL7 LTE Chromebox CBx1 J5 Chromebook NL61 Chromebook |
| Dell       | Chromebook 11 (3180) Chromebook 11 (5190) Chromebook 11 2-in-1 (3189) Chromebook 11 2-in-1 (5190) Inspiron Chromebook 14 2-in-1 (7486) |
| Edugear    | CMT Chromebook |
| Edxis      | Education Chromebook (NL6D) |
| Google     | Pixelbook Pixel Slate Pixelbook Go |
| Haier      | Chromebook 11 C |
| HP         | Chromebook 11 G5 Chromebook 11 G5 EE Chromebook 11 G6 EE Chromebook 14 G5 Chromebook 14A G5 Chromebook x2 Chromebook x360 11 G1 EE Chromebook x360 14 Chromebox G2 |
| Lenovo     | 100e Chromebook 300e/N23 Yoga/Flex 11 Chromebook 500e Chromebook Flex 11 Chromebook Ideapad C330 Chromebook Ideapad S330 Chromebook N22 Chromebook N23 Chromebook N23 Chromebook (Touch) N42 Chromebook ThinkPad 11e 3rd Gen Chromebook ThinkPad 11e 4th Gen Chromebook Yoga C630 Chromebook |
| Mecer      | V2 Chromebook |
| Multilaser | Chromebook M11C |
| PCMerge    | Chromebook PCM-116T-432B |
| Poin2      | Chromebook 11C Chromebook 14 |
| Positivo   | Chromebook C216B |
| Prowise    | Chromebook Proline |
| Samsung    | Chromebook 3 Chromebook Plus Chromebook Plus (LTE) Chromebook Plus (V2) |
| ViewSonic  | NMP660 Chromebox |
| Viglen     | Chromebook 360 |